# Mikko Hirvonen

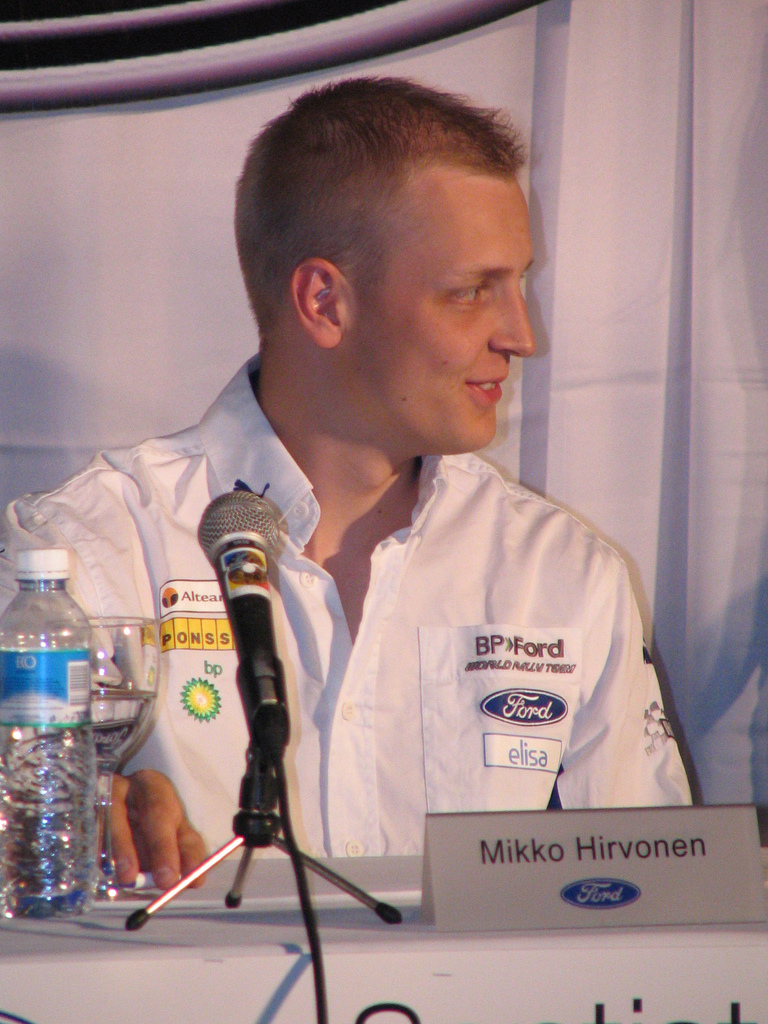
Mikko Hirvonen v roce 2006

Mikko Hirvonen (* 31. července 1980) je finský jezdec rallye, který v současné době startuje za tým Citroën Abu Dhabi Total World Rally Team. Od roku 2002 až do současnosti se zúčastňuje mistrovství světa v rally Mistrovství světa v rallye, v roce 2010 přidal do sbírky jeden start v konkurenčním seriálu Intercontinental Rally Challenge. Se spolujezdcem, kterým je vyjma dvou prvních startů Jarmo Lehtinen, vybojovali v sezónách 2008 a 2009 titul vicemistrů světa.

## Kariéra
Už jako osmnáctiletý poprvé startoval v rallye s vozem Opel Kadett. Ve dvaceti už startoval ve finském juniorském mistrovství a skončil sedmý. V roce 2000 startoval už v domácím mistrovství. V šampionátu vedl, ale kvůli havárii v poslední soutěži skončil nakonec druhý. Neustále se snažil získat angažmá v továrním týmu na Mistrovství světa. Startoval s vozy Volkswagen Golf Kit Car, Citroën Saxo Kit Car a Ford Puma Kit Car. Prvním startem Mistrovství světa byla Finská rallye 2002. S vozem Subaru Impreza WRC startoval i na Rallye Velké Británie 2002. Získal angažmá u týmu M-Sport pro sezonu mistrovství světa v rallye 2003 jako třetí jezdec.
Mistrovství světa v rallye 2009
Tato náročná a dramatická sezóna přinesla napínavý boj o titul mistra světa. Jejími účastníky byli Sébastien Loeb a Mikko Hirvonen, které před poslední soutěží sezóny, Rallye Velké Británie 2009, dělil pouhý bod. Nakonec rozhodl skok ve vysoké rychlosti, po kterém se uvolnila kapota a Ford Focus WRC, pilotovaný Mikko Hirvonenem musel zvolnit. V sezóně 2009 vybojoval Mikko 4 vítězství v řadě, 5 druhých míst a 2 třetí místa. Pouze jednou odstoupil pro technickou závadu.
Mistrovství světa v rallye 2010
Hned v prvním startu sezóny 2010 Mikko Hirvonen vybojoval vítězství. Při lednové Rallye Monte Carlo 2010, která se jela jako součást seriálu Intercontinental Rally Challenge, potvrdil svou úroveň vicemistra světa a bezpečně dovedl Ford Fiesta S2000 na nejvyšším stupínku do cíle. Jeho největším soupeřem byl francouzský jezdec Sébastien Ogier, rovněž účastník mistrovství světa, který však nedokončil pro technickou závadu.
Z kraje roku BP Ford World Rally Team oficiálně jmenoval Mikka jako týmovou jedničku pro nadcházející sezónu Mistrovství světa v rallye.
Mistrovství světa v rallye 2011
Až do poslední soutěže bojoval s Loebem o mistrovský titul, ale nakonec skončil opět jako vicemistr. Kdyby ale nebyl používán systém Superrally, nasbíral by více bodů než Loeb. Tím se prokázala jeho spolehlivost.
Mistrovství světa v rallye 2012
Pro tuto sezonu se stal druhým jezdcem u týmu Citroën Sport a Loebovým týmovým kolegou.
Mistrovství světa v rallye 2014
Mikko po závěrečné rallye Wales ukončil svou bohatou závodní kariéru.